# Бутурлин, Иван Фёдорович
Иван Фёдорович Бутурлин (ум. 1688) — русский государственный и военный деятель, дворянин московский, окольничий и воевода, единственный сын окольничего и воеводы Фёдора Васильевича Бутурлина.

## Биография
В 1646 году Иван Фёдорович Бутурлин упоминается в списке московских дворян. В 1648 году И. Ф. Бутурлин присутствовал на свадьбе царя Алексея Михайловича с Марией Ильиничной Милославской. В 1653-1656 годах находился на воеводстве в Нижнем Новгороде. В 1660 и 1661 годах Иван Фёдорович Бутурлин упоминается как участник придворных церемоний в Москве. В мае 1662 года И. Ф. Бутурлин был отправлен вторым осадным воеводой в Путивль, где стал товарищем (заместителем) своего отца, окольничего Фёдора Васильевича Бутурлина.
В 1666-1668 годах И. Ф. Бутурлин вместе с князем И. А. Хилковым был вторым воеводой в Астрахани, где принимал первые меры для ареста Степана Разина. В 1672-1675 годах окольничий Иван Фёдорович Бутурлин руководил Ямским приказом. В 1680 году был назначен первым судьей в приказ Большого дворца.

## Семья
Окольничий Иван Фёдорович Бутурлин был женат на Ирине Ивановне Пушкиной (ум. 1672), дочери Ивана Григорьевича Пушкина. Дети: Евдокия Ивановна Бутурлина (ок. 1672—1713), жена с 1692 года генерал-фельдмаршала князя Михаила Михайловича Старшего Голицына (1675—1730).